# 2156 Kate
2156 Kate (A917 SH) là một tiểu hành tinh vành đai chính được phát hiện ngày 23 tháng 9 năm 1917 bởi S. Belyavskij ở Simeis.